# Cmentarz żydowski w Kocku
Cmentarz żydowski w Kocku – nieczynny cmentarz ma powierzchnię 1,75 ha. Data założenia nekropolii pozostaje nieznana. Wskutek dewastacji z okresu II wojny światowej do naszych czasów zachowało się niewiele nagrobków, w tym ohel kryjący szczątki cadyków z rodziny Morgensternów. Cmentarz jest ogrodzony metalowym parkanem.

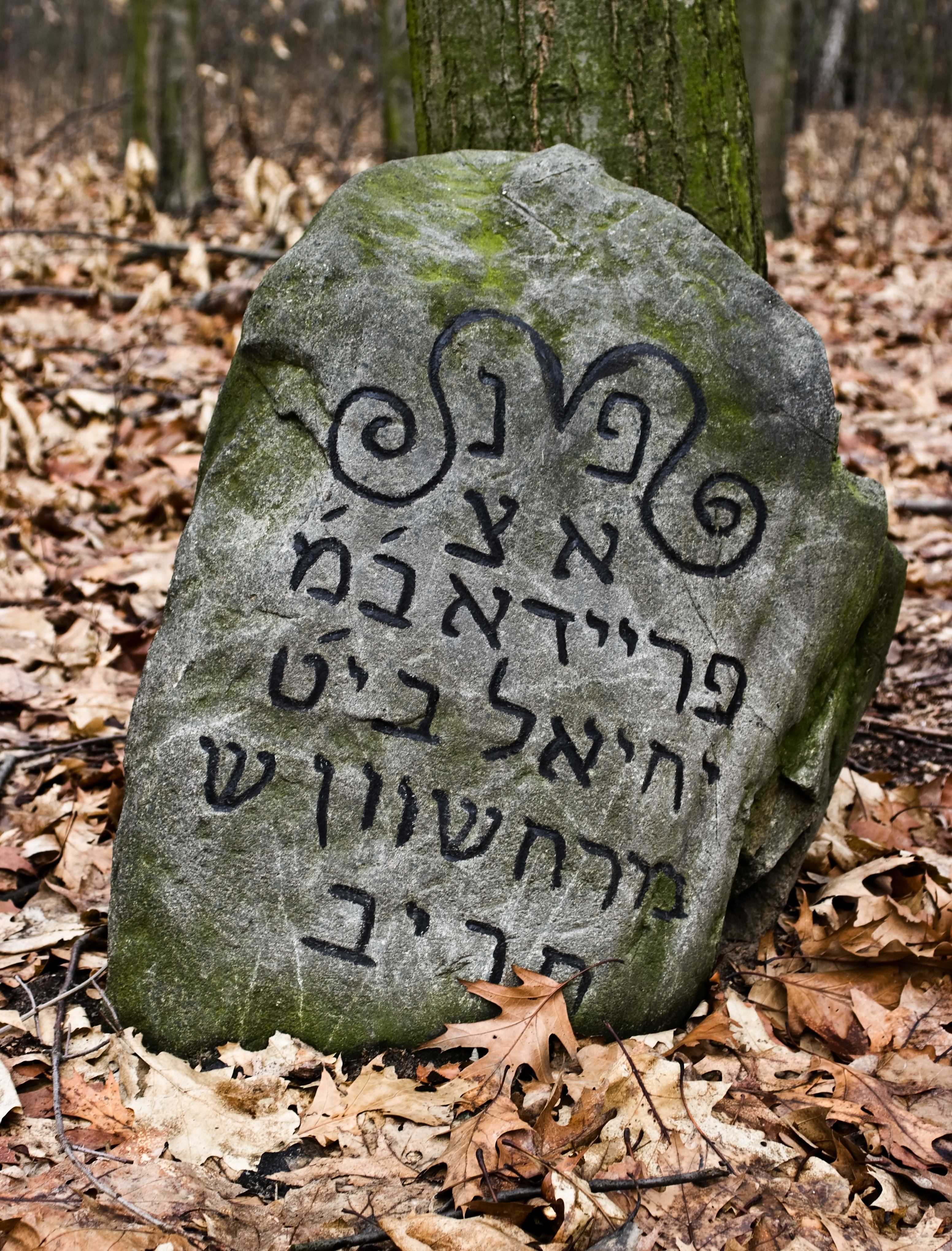
Charakterystyczna macewa na cmentarzu żydowskim w Kocku. Inskrypcja brzmi: T[u] s[poczywa] k[obieta] s[kromna] Frajde c[órka] p[ana] Jechiela 19 [dnia miesiąca] cheszwan r. 612 [według skróconej rachuby] (tj. 7 listopada 1851 r.)